# Big Chocolate
Cameron Argon (Laguna Hills, California; 21 de agosto de 1990), conocido artísticamente como Big Chocolate, es un músico estadounidense, productor y vlogger. Es el exvocalista de la banda de deathcore Burning the Masses, y también es el fundador y único miembro de la banda/proyecto de death metal y deathcore Disfiguring the Goddess. Argon se ha ganado el reconocimiento en la industria de la música por su habilidad en la producción musical y la remezcla. Se especializa en estilos de música electrónica que van desde el dubstep al drum and bass. Hasta al momento, bajo el nombre de Big Chocolate, ha publicado cinco EPs y dos álbumes de larga duración, y también ha hecho remixes para bandas como Suicide Silence, Asking Alexandria y I Wrestled A Bear Once. Bajo el nombre de Disfiguring the Goddess, ha lanzado cuatro álbumes de larga duración, un EP y tres demos.

## Historia
Antes de trabajar bajo el nombre de Big Chocolate, Argon pasó la mayor parte de su tiempo dedicándose a la escena del metal. En 2009 formó parte de la banda de brutal death metal Abominable Putridity, pero solo participó en algunos shows en vivo. Para 2010, Argon se unió a Burning the Masses para grabar las voces del álbum Offspring of Time y para ir de gira por Europa con Suffocation, Annotations of An Autopsy, Nervecell y Fleshgod Apocalypse.
Poco después, un representante de Century Media Records se acercó a Argon para pedirle que remezclara la canción Disengage, de Suicide Silence. Argon aceptó la oferta y después de esto decidió remezclar más canciones. Fue entonces que encontró la libertad y la creatividad de la música electrónica, lo que le permitió centrarse en la escena del EDM.

### Disfiguring the Goddess (2006-presente)
Argon ha sido el único miembro del proyecto de deathcore Disfiguring the Goddess durante varios años. Bajo ese nombre lanzó dos demos y un álbum de larga duración antes de comenzar a aventurarse en la música electrónica. Aunque también es DJ, todavía sigue lanzando material bajo este nombre, a pesar de no tener tanto tiempo como solía tener al principio.
En abril de 2012, Argon lanzó el segundo álbum con Disfiguring the Goddess, titulado Sleeper. El material lo lanzó con una edición limitada de 1,000 copias en formato físico que incluía un CD extra con contenido adicional.
A lo largo de 2012 y 2013, Argon trabajó en el nuevo álbum de Disfiguring the Goddess. Poco después se reveló que se llamaría Deprive. El 24 de octubre de 2013 se lanzó una nueva canción, titulada The Pathway To Everlasting Nothingness. Todo esto se dio a conocer a través del sitio web MetalSucks, así como el lanzamiento de una nueva canción cada semana previo a la publicación del álbum. La segunda canción, Death's Head Mask, fue estrenada a través de Metal Injection el 30 de octubre del mismo año. El mismo día se reveló la fecha de lanzamiento del nuevo álbum. Deprive finalmente fue lanzado el 10 de diciembre de 2013. El día del lanzamiento se lanzó un segundo álbum sorpresa titulado Black Earth Child. Ambos álbumes fueron publicados en streaming a través de SoundCloud. Argon comentó al respecto: 

En pocas palabras, durante el proceso de escribir y grabar Deprive, me di cuenta de que no estaba satisfecho, de que yo tenía más en mí. Decidí hacer este segundo álbum, Black Earth Child, de principio a fin en aproximadamente cuatro semanas y lanzarlo como una sorpresa - dos álbumes, un día. Así que aquí están los dos álbumes separados. Directamente de mí para ustedes.

### Commissioner (2010-2012)
Después de mezclar Disengage, de Suicide Silence, Argon entabló amistad con la banda. Él y Mitch Lucker, en ese entonces vocalista de Suicide Silence, formaron Commissioner, un dúo de metal industrial extremo. Commissioner lanzó dos canciones antes de lanzar su EP debut, una con Phil Bozeman, vocalista de Whitechapel, titulada Click Click Flash, y la segunda titulada Consume. El dúo lanzó su primer EP titulado What is? el 21 de marzo de 2011.

## Discografía

### Como Big Chocolate
Álbumes
- CMA (2009)
- Red Headed Locc (2012)

EP
- First Degree Revolution (2010)
- Shacka Brah (2010)
- I'm Shot (2010)
- Hilion (2011)
- The Red EP (2012)
- Clean (2013)
- Couples (2014)

Sencillos
- IMTOAA (2010)
- Hush Little Angel Here's an Umbrella (2010)
- Sound Of My Voice Feat. Weerd Science (2011)
- Don't Try and Test It (2012)

Sencillos inéditos
- Truman's Tail (con Budo) (2011)

Mezclas exclusivas
- 2011 Warped Tour Sampler (2011)
- 2013 Warped Tour Sampler (2013)

Remezclas
- Architects - "Day in Day Out" (2010)
- Architects - "Learn To Live" (2010)
- As I Lay Dying - "Elegy" (2011)
- Asking Alexandria - "A Prophecy (Electro VIP)" (2010)
- Asking Alexandria - "A Prophecy" (2010)
- Asking Alexandria - "When Everyday's the Weekend" (2010)
- Asking Alexandria - "I Used To Have A Best Friend (But Then He Gave Me An STD)" (2010)
- Bad Rabbits - "Booties" (2011)
- Black Dots Of Death - "Standing Alone" (2010)
- Blessthefall - "Promised Ones" (2011)
- Big Chocolate - "Bitches on My Money" (2011)
- Breathe Carolina - "Blackout" (2011)
- Commissioner - "Click, Click, Flash" (2011)
- Commissioner - "Consume" (2011)
- The Cool Kids - "Black Mags" (2011)
- Destruction of a Rose - "No Need For A Crutch" (2010)
- Disfiguring the Goddess - "Uprising" (2010)
- Embracing Abomination - "Blind Me" (2012)
- Ion Dissonance - "You People Are Messed Up" (2010)
- Ion Dissonance - "After Everything That Happened, What Did You Expect?" (2010)
- Iwrestledabearonce - "Danger in the Manger" (2010)
- Iwrestledabearonce - "Taste Like Kevin Bacon" (2011)
- K. flay - "Sunburn" (2012)
- Scanners - "Baby Blue" (2011)
- Suicide Silence - No Time to Bleed (2010)
- Suicide Silence - Disengage (2010)
- Suicide Silence - "Human Violence" (2011)
- Suicide Silence - "Slaves to Substance" (2012)
- Whitechapel - "Breeding Violence" (2011)

### Como Disfiguring the Goddess
Álbumes
- Circle of Nine (2011)
- Sleeper (2012)
- Deprive (2013)
- Black Earth Child (2013)

EP
- Promo EP (2008)

Demos
- Demo 1 (2007)
- DIY (2007)
- Defaced from Humanity (2008)

### Con Burning the Masses
Álbumes
- Offspring of Time (2010)

### Con Commissioner
EP
- What Is? (2011)